# Plano sagital

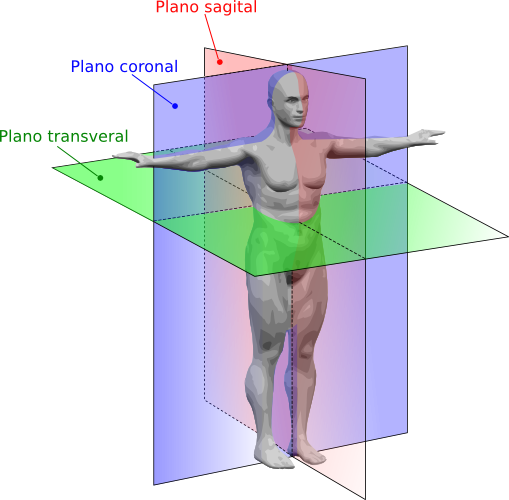
Planos anatómicos - o sagital está a vermelho

Sagital (lat. sagitta= flecha, seta) é o plano anatómico que divide o corpo humano em metades esquerda e direita. Passa por vários pontos anatómicos entre os quais  nariz, umbigo, centro de gravidade e sínfise púbica e cai num espaço livre entre calcanhares.
A partir do plano medial, qualquer plano paralelo à esquerda ou à direita - do medial -  é considerado "plano sagital"
O corte sagital também pode ser chamado de corte vertical. Interpenetra o corte coronário, como uma flecha que trespassa o corpo.
O corte sagital é denominado assim devido à saggita (que significa seta) do crânio fetal. É representado pelos espaços suturais medianos de direcção antero-posterior.
fonte Anatomia humana Básica j.G. Dangelo e C.A. Fattini
Também nos permite dizer se uma estrutura é lateral ou medial. Dizemos que é lateral quando a estrutura se afasta da linha mediana e dizemos que é medial quando ela se aproxima da linha mediana.
1. ↑  Fernandes, Pablo (25 de julho de 2024). «Resumo de Plano Sagital: conceito, divisão e mais!». Estratégia MED. Consultado em 23 de fevereiro de 2025